# Толленд (округ, Коннектикут)
Шаблон:StateAbbr_ 41°51′ пн. ш. 72°20′ зх. д. / 41.85° пн. ш. 72.33° зх. д.
То́лленд (англ. Tolland County) — округ (графство) у штаті Коннектикут, США. Ідентифікатор округу 09013.

## Населені пункти
В склад округу входять 13 містечок (таун).
Містечка
| Містечко   | Населення, осіб | Рік  |
| ---------- | --------------- | ---- |
| Андовер    | 3209            | 2005 |
| Болтон     | 5170            | 2005 |
| Вернон     | 29179           | 2010 |
| Віллінгтон | 6216            | 2005 |
| Геброн     | 9198            | 2005 |
| Еллінгтон  | 12921           | 2000 |
| Ковентрі   | 11504           | 2000 |
| Колумбія   | 4971            | 2000 |
| Менсфілд   | 24558           | 2005 |
| Сомерс     | 10417           | 2000 |
| Стаффорд   | 11307           | 2000 |
| Толленд    | 13146           | 2000 |
| Юніон      | 693             | 2000 |

## Історія
Округ утворений 1785 року.

## Демографія
За даними перепису 
2000 року 
загальне населення округу становило 136364 осіб, зокрема міського населення було 84206, а сільського — 52158.
Серед мешканців округу чоловіків було 68383, а жінок — 67981. В окрузі було 49431 домогосподарство, 34134 родин, які мешкали в 51570 будинках.
Середній розмір родини становив 3,03.
Віковий розподіл населення поданий у таблиці:
| Стать    | До 15 років | 15-21 | 22-29 | 30-39 | 40-49 | 50-65 | 65-85 | Понад 85 |
| -------- | ----------- | ----- | ----- | ----- | ----- | ----- | ----- | -------- |
| Чоловіки | 13423       | 8736  | 6959  | 11096 | 11549 | 10662 | 5501  | 457      |
| Жінки    | 12952       | 8789  | 5959  | 10703 | 11237 | 10430 | 6802  | 1109     |

## Суміжні округи
- Вустер, Массачусетс — північний схід
- Віндем — схід
- Нью-Лондон — південь
- Гартфорд — захід
- Гемпден, Массачусетс — північний захід

## Виноски
1. ↑  U.S. Decennial Census. United States Census Bureau. Процитовано 11 червня 2014.
2. ↑  Historical Census Browser. University of Virginia Library. Архів оригіналу за 11 серпня 2012. Процитовано 11 червня 2014.
3. ↑  Population of Counties by Decennial Census: 1900 to 1990. United States Census Bureau. Процитовано 11 червня 2014.
4. ↑  Census 2000 PHC-T-4. Ranking Tables for Counties: 1990 and 2000 (PDF). United States Census Bureau. Процитовано 11 червня 2014.
5. ↑  State & County QuickFacts. United States Census Bureau. Архів оригіналу за 17 лютого 2016. Процитовано 11 червня 2014. [Архівовано 2016-02-17 у Wayback Machine.](англ.) Наведено за англійською вікіпедією.
6. ↑  American FactFinder. Бюро перепису населення США. Архів оригіналу за 26 лютого 2012. Процитовано 31 січня 2008. [Архівовано 2008-05-21 у Wayback Machine.]

| Прапор США | Це незавершена стаття про Сполучені Штати Америки. Ви можете допомогти проєкту, виправивши або дописавши її. |